# Cục Quản lý xây dựng và doanh trại, Bộ Công an (Việt Nam)
Cục Quản lý xây dựng và doanh trại (H02) trực thuộc Bộ Công an Việt Nam là cơ quan đầu ngành tham mưu cho Đảng ủy Công an Trung ương, thủ trưởng của Bộ Công an lãnh đạo, chỉ đạo toàn diện các mặt công tác như thẩm định dự án và quản lý kinh tế, kỹ thuật; quản lý các hoạt động đầu tư xây dựng; quản lý doanh trại, nhà và đất; phát triển nhà ở, đất ở cho cán bộ, chiến sĩ; quy hoạch và thiết kế công trình chuyên dùng; quản lý chất lượng công trình xây dựng.

## Quá trình phát triển
Theo Nghị định số 01/NĐ-CP ngày 6 tháng 8 năm 2018 quy định về chức năng, nhiệm vụ, quyền hạn và cơ cấu tổ chức bộ máy của Bộ Công an. Sau khi giải thể các Tổng cục, Cục Quản lý xây dựng và doanh trại được thành lập trên cơ sở đổi tên từ Cục Quản lý xây dựng cơ bản và doanh trại trực thuộc Tổng cục Hậu cần-Kỹ thuật và trực thuộc Bộ Công an.

## Tổ chức
- Phòng Tham mưu

## Tặng thưởng
- Huân chương Quân công hạng Ba (2009)[3]

## Lãnh đạo hiện nay
- Cục trưởngː Thiếu tướng Nguyễn Khắc Cường
- Phó Cục trưởng

1. Thiếu tướng Vũ Văn Dũng
2. Đại tá Nguyễn Văn Thu

## Lãnh đạo qua các thời kỳ

### Cục trưởng
- Thiếu tướng Lê Văn Long, từ ngày 6/8/2018 - 1/12/2022